# マネー革命
『マネー革命』（マネーかくめい）は、1998年11月23日から12月11日まで『NHKスペシャル』枠にて全4回で放送された、金融をテーマにしたドキュメンタリー番組。

## 概要
1998年当時、世界はアジア通貨危機など最新の金融技術を駆使するヘッジファンドの猛威にさらされていた。日本国内でも金融ビッグバン（自由化）が始まり、スタンダード&プアーズ等の格付機関が付ける「格付」が流行語になるなど、金融への関心が高まっていた。この様な世相を受けて、当時の最新の金融技術を一般人の目線で分かり易く紹介したドキュメンタリー番組である。
紹介されている金融技術は現在からすると少々古めかしい物であるが、金融商品の起源や基礎的知識から当時の最新の金融工学までを一通り網羅しており、また第一線で活躍する業界人への貴重なインタビュー映像を盛り込むなど資料的価値も高い。金融自由化の時代を先取りした番組であり、紹介されている金融商品の基礎的知識は現在でも充分通用するものである。
番組はディレクター兼レポーターの相田洋と聞き手の葛西アナが対面で座り、フランクに会話をしながら取材内容やVTRを紹介しつつ進行し、随所にフラッシュカットを挿入するなど、相田の作品である『電子立国日本の自叙伝』や『新・電子立国』シリーズのスタイルを踏襲している。

## 出演
- 司会者:相田洋
- 聞き手:葛西聖司（NHKアナウンサー）
- ナレーター:山根基世（NHKアナウンサー）
- 声の出演:ミッキー・カーチス、黒沢良事務所

## 放送内容・日時（総合テレビ）
第1回・1日で50億円失った男（1998年11月23日放送）
最盛期には「世界一の投機家」と言われながら、アジア通貨危機で一夜にして50億円以上の損失を出して破綻したヘッジファンド主宰者・ヴィクター・ニーダーホッファーへのインタビューを軸に、国際金融の第一線で働く投資家・投機家たちを紹介する。一見華やかに見える「勝ち組」たちの過酷な戦いや栄光と挫折を通して、その醍醐味と厳しさ、日本との関わり等を紐解いていく。
第2回・世界は利息に飢えている（1998年11月29日放送）
トレーダー達が人手で取引する取引所から完全コンピューター化された無人のNASDAQ取引所まで、金融市場の様々な風景や、そこで働く人々の実像に迫る。またジョージ・ソロスやジム・ロジャーズ、ジュリアン・ロバートソンなど年率40パーセント以上とも言われる利回りを稼ぎ続けるヘッジファンドの手法も紹介するとともに、金融市場の役割や意味合いなど基礎的知識も解説する。
第3回・金融工学の旗手たち（1998年12月6日放送）
破綻直前のヘッジファンド・ロングターム・キャピタル・マネジメント (LTCM) を取材し、その内部映像と、2人のノーベル経済学賞受賞者を含む関係者へのインタビューを軸に、先物・オプション等のデリバティブ（金融派生商品）の起源と発達の歴史、ポートフォリオ理論等の投資手法、それらと日本との意外な関わりなどを紹介する。
第4回・リスクが地球を駆けめぐる（1998年12月11日放送）
アジア通貨危機やベアリングス銀行破綻事件、最新のリスク管理ソフトで自動運用を行うファンドなどを通じて、グローバル経済の広がりと共に国境を越えて瞬時に伝播するリスクの実像に迫る。またチューリップ・バブルなどバブル経済の歴史や、1987年のブラックマンデーの舞台裏も紹介する。

## 紹介された金融関係者
- ヴィクター・ニーダーホッファー（元投機家）
- ロイ・ニーダーホッファー（ヴィクターの弟、リスク管理ソフトによる自動運用を行う）
- ジョージ・ソロス（クォンタムファンド主宰者）
- ジム・ロジャーズ（投資家、クォンタムファンド創立メンバー）
- ジュリアン・ロバートソン（タイガーファンド主宰者）
- ハリー・マーコウィッツ（1990年度ノーベル経済学賞）
- マイロン・ショールズ（1997年度ノーベル経済学賞、LTCM設立メンバー）
- ロバート・マートン（同上）
- フィッシャー・ブラック（ブラック・ショールズ方程式の考案者）
- レオ・メラメッド（シカゴ・マーカンタイル取引所名誉会長）
- トム・ボールドウィン（同市場ローカル・トレーダー）
- ルイス・ボセリーノ（同上）
- ミルトン・フリードマン（1976年度ノーベル経済学賞）
- 井口俊英（元大和銀行ニューヨーク支店トレーダー）
- ニック・リーソン（元ベアリングス銀行シンガポール支店トレーダー）
- 伊藤清（京都大学名誉教授）

## 補足情報
- 企画と編集を担当した相田を始めスタッフ全員が金融に関する知識が殆ど無かったため、取材は困難を極めた。取材相手の発言や資料の内容が全く分からず、相田本人が番組内で「まさに七転八倒の思いだった」と語っている。
- ヴィクターの弟ロイ・ニーダーホッファーが開発したリスク管理ソフトを紹介。合成音声で売買タイミングを自動的に警告するなど先進的な物で、アジア通貨危機に際しても連日の下げ相場の中でソフトは正確な買いポイントを示したが、ロイ等ファンド関係者は恐怖感から身動きが取れなかったという。一見すると無味乾燥な金融市場も、実は生身の人間の心理で動いているという重要なポイントを描いている。
- 第3回では近代的な先物取引所の起源が江戸時代の日本（堂島米会所）にあった事や、金融工学に不可欠な数学的理論を日本人（伊藤清京大教授）が確立した事などを紹介。またオプション取引の起源について、古代ギリシアの哲学者・タレスの逸話をアニメ化し、ミッキー・カーチスが声を担当して再現した。
- 同じく第3回で、伊藤清京大教授が確立した「伊藤の補題」について解説を依頼したが、遂にスタッフの誰も内容を理解する事が出来ず、どう説明したらよいか困惑する伊藤教授の様子が放送された。
- 第4回では大和銀行ニューヨーク支店巨額損失事件で当時服役していた井口俊英と、ベアリングス銀行破綻事件で服役していたニック・リーソンにインタビューしている。両名が揃って口にしたのは「チェック体制の不備と管理担当者の無能」だった。ちなみにナレーターの山根アナは井口俊英の名を「ひでとし」と言い間違えているが、何故かそのまま放送されている。
- 相田は当番組を「素人が金融の世界を探検した」と表現。あくまでも一般人の感覚での取材に徹した。一方で投機とは市場における役割分担の一つであり、巷間言われているような絶対悪ではない事なども紹介。とかくデリバティブ取引や投機を「悪」と決めつけがちな日本の報道機関としては珍しく、投機家やヘッジファンドを一方的に悪役視はせず、その役割や存在意義も公平に描いている。しかし最終回の終盤では、金融関係者の優秀さは認めつつも、優秀な人材が金融業界に集中している現状を憂えるとともに、日本の金融関係者と行政当局に対しては「ああいう人達を相手に戦う為には、事態を先送りせず素早く対処出来るだけの知識、技術、そして見識を持って貰いたい。」と番組を締めくくった。

## スタッフ
- 企画・編集:相田洋
- 撮影:澤中淳
- 音声:阿部晃郎
- 照明:坂本光正
- 映像技術:本多純一、李建輝
- 音響効果:斉藤實
- 取材:茂田義郎、宮本祥子
- 構成:藤波重成
- 制作統括:北原俊史

## テーマ曲

### オープニング
- Aria
  - 作曲 Chris Spheeris
  - アルバム"Culture"(1993)収録

### エンディング
- Song For Antarctica
  - 作曲 Yanni
  - アルバム"In Celebration of Life"(1991)収録

## 関連書籍
- マネー革命シリーズ全3巻（相田洋、宮本祥子 日本放送出版協会）

## 関連番組
- NHKスペシャル『マネー資本主義』（2009年）
- NHKスペシャル『マネー・ワールド〜資本主義の未来〜』（2016年 - 2018年）